# Muzeum loutkářských kultur a hraček
Muzeum loutkářských kultur a hraček, (slovensky Múzeum bábkarských kultúr a hračiek) je jedno z muzeí Slovenského národního muzea. Specializuje se na dokumentování historie a současnosti loutkového divadla, na historii a historický vývoj dětských hraček a také na historii a etnografii regionu. Instituce vznikla v roce 1964 jako "Muzeum Imre Madácha", o čtyři roky později se přetransformovala na "Okresní vlastivědné muzeum" se sídlem v kaštelu Imre Madácha v Dolné Strehové. Od roku 1991 je umístěno na hradě Modrý Kameň v okrese Veľký Krtíš. Na "Muzeum loutkářských kultur a hraček" se změnilo v roce 1994.
Muzeum v rámci své činnosti organizuje různé akce, například "Loutkářský festival Modrý Kameň", na kterém se koná přehlídka loutkářských souborů ze Slovenska a zahraničí a jeho součástí jsou i tvůrčí dílny a výstava prací zhotovených dětmi.
Původně existovalo jako samostatné muzeum, součástí SNM se stalo až v roce 2002. 